# Ludvík Arnošt Buquoy

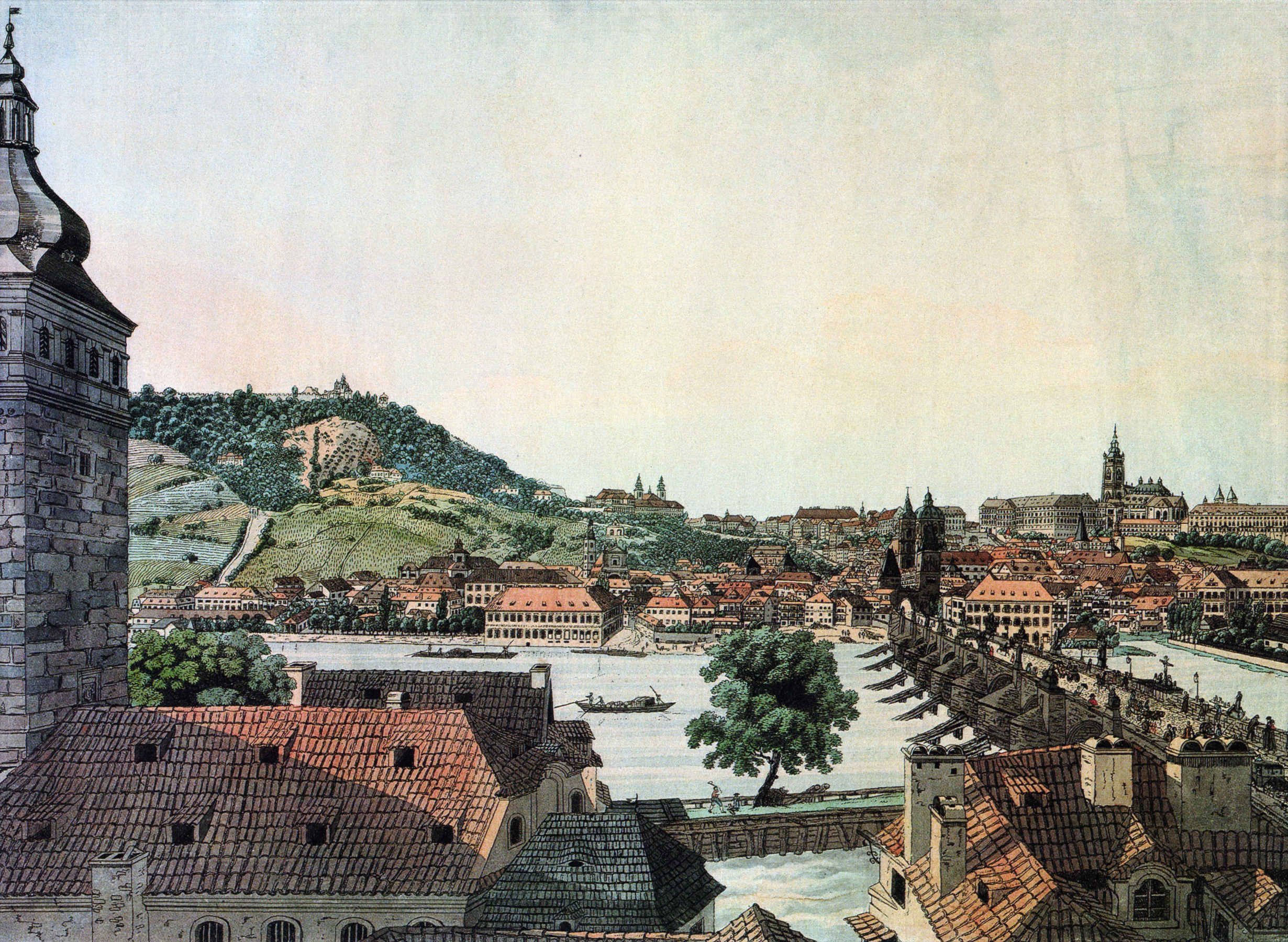
Ludvík Arnošt Buquoy: Pražský hrad, Petřín, Karlův most a památná lípa (1820)

Hrabě Ludvík Arnošt Buquoy (26. prosince 1783 Brusel – 14. února 1834 Vídeň) také známý jako Ludwig Ernst von Buquoy, Ludwig Ernst Buquoy a Luigi Ernesto Buquoy, byl rakouský grafik, malíř a kreslíř pocházející z české větve rodu Buquoyů.

## Život
Ludvík Arnošt von Buquoy byl synem Leopolda Alberta Longueval-Buquoye (1744 -1795) a Adélaïdy Jeanne de Preud'homme d'Hailly (1717 - ?). Jeho bratr Jiří František August Buquoy vystudoval přírodní vědy, založil první přírodní rezervace v Českých zemích a byl vynálezcem černého hyalitového skla, jehož výrobu zavedl ve svých sklárnách. Ludvík Arnošt von Buquoy byl žákem rytce Antonína Pucherny.

## Dílo
Empírové kresby a grafiky fotografického charakteru ho řadí k nejvýznamnějším krajinářům první třetiny 19. století. Za svého života působil převážně v Praze (kolorované akvatinty, známé veduty Hradčan, Karlova mostu a Petřína), ve Vídni a v Nových Hradech (krajiny).
Vydal lepty lidových krojů ze západních Čech a učebnici kresby pro mládež.

### Zastoupení ve sbírkách
- Národní galerie v Praze
- Národní knihovna České republiky, Praha
- Ústav dějin umění AV ČR, v.v.i., Praha